# 吉岡可奈
 吉岡 可奈 （よしおか かな、1995年10月14日 - ）は、日本の女子バレーボール選手。

## 来歴
東京都あきる野市出身。中学生のとき、バレーボール部の顧問の先生に誘われてバレーボールを始める。
2015年9月11日、青山学院大学在学中、秋季リーグ東海大学戦の最中に腹痛を訴え病院へ搬送され緊急入院。その後、3年生時は選手登録しつつ治療に専念し、それから約1年7ヶ月後（2017年4月22日）の小田原アリーナにて行われた春季リーグ松蔭大学戦第2セットにコートへ舞い戻り、チームメートと応援席から祝福を受けた。その年、青山学院大学女子バレーボール部は9年ぶりとなる全日本インカレ優勝を果たした。
2017/18シーズン、ヴィクトリーナ姫路の内定選手となった。
2019年4月6日、2018-19 V.LEAGUE DIVISION2 WOMENで「最優秀新人賞」「スパイク賞」「サーブ賞」の三冠を受賞した。同日には「2018-19 V.LEAGUEオールスターゲーム女子大会」の出場選手も発表され、吉岡はこれにファン投票で選出された。
2023年4月28日、2022-23シーズンをもってヴィクトリーナ姫路を退団した。
2023年6月28日、ヴィアーレ兵庫への入団を発表。所属は株式会社ノバックでチームの広報部長を兼任する。
2025年3月6日、3月の全国6人制リーグ総合男女優勝大会グランドチャンピオンマッチを最後にヴィアーレ兵庫を退団する事を発表。現役続行の意思を表明している。

## 選手としての特徴
高い身長と長い手足が特徴のミドルブロッカー。相手をよく見て動く選手なので、ミスが少なく安定している

## 人物・エピソード
- 吉岡可奈選手が最近よく聞いている曲は「ジブリメドレー」。朝は、映画『魔女の宅急便』テーマソング「やさしさに包まれたなら」を流してからカーテンを開けているという[14]。

## 所属チーム
- あきる野市立屋城小学校[1]
- あきる野市立東中学校[1]
- 下北沢成徳高等学校 #3
- 青山学院大学 #8
- ヴィクトリーナ姫路 #13 → #9（2018-2023年）
- ヴィアーレ兵庫 #7（2023-2025年）

## 受賞歴
- 2018-19 V.LEAGUE DIVISION2 WOMEN：最優秀新人賞 / スパイク賞（51.9％） / サーブ賞（15.9％）[15]。

## 個人成績
V.LEAGUEの個人成績は下記の通り（交流戦・プレーオフを含む）。
| 大会        | 所属        | 出場   | 出場     | アタック | アタック | アタック | アタック | バックアタック | バックアタック | バックアタック | バックアタック | アタック決定本数 | ブロック | ブロック   | サーブ | サーブ     | サーブ | サーブ | サーブ | サーブ | サーブレシーブ | サーブレシーブ | サーブレシーブ | 総得点 |
| ----------- | ----------- | ------ | -------- | -------- | -------- | -------- | -------- | -------------- | -------------- | -------------- | -------------- | ---------------- | -------- | ---------- | ------ | ---------- | ------ | ------ | ------ | ------ | -------------- | -------------- | -------------- | ------ |
| 大会        | 所属        | 試合数 | セット数 | 打数     | 得点     | 失点     | 決定率   | 打数           | 得点           | 失点           | 決定率         | セット平均       | 得点     | セット平均 | 打数   | ノータッチ | エース | 失点   | 効果   | 効果率 | 受数           | 成功           | 成功率         | 総得点 |
| V1 20-21    | 姫路        | 24     | 76       | 181      | 70       | 5        | 38.7     | 3              | 1              | 0              | 33.3           | 0.92             | 27       | 0.36       | 274    | 1          | 11     | 29     | 70     | 8.1    | 11             | 9              | 68.2           | 109    |
| V1 19-20    | 姫路        | 24     | 76       | 181      | 70       | 5        | 38.7     | 3              | 1              | 0              | 33.3           | 0.92             | 27       | 0.36       | 274    | 1          | 11     | 29     | 70     | 8.1    | 11             | 9              | 68.2           | 109    |
| CM 19-20    | 姫路        | 2      | 6        | 18       | 11       | 1        | 61.1     | 0              | 0              | 0              | -              | 1.83             | 4        | 0.67       | 21     | 0          | 0      | 1      | 12     | 13.1   | 5              | 4              | 70.0           | 15     |
| V2 18-19    | 姫路        | 18     | 57       | 201      | 100      | 11       | 49.8     | 0              | 0              | 0              | -              | 1.75             | 29       | 0.51       | 210    | 2          | 12     | 22     | 77     | 13.2   | 17             | 9              | 38.2           | 143    |
| 通算：4大会 | 通算：4大会 | 44     | 139      | 400      | 181      | 17       | 45.2     | 3              | 1              | 0              | 33.3           | 1.30             | 60       | 0.43       | 505    | 3          | 23     | 52     | 159    | 10.4   | 33             | 22             | 53.0           | 267    |

## 出演

### YouTube
ヴィクトリーナ姫路公式チャンネル 
- 2018年3月29日シーズン報告会新人選手挨拶（2018年4月11日）

 サンテレビ 
- 10月開幕のVリーグ ヴィクトリーナ姫路が新ユニホーム披露（2020年9月2日）
- 【GO!ヴィクトリーナ】第9回 吉岡可奈選手（ミドルブロッカー）（2018年12月9日）

 青学TVスポーツ 
- 「エースについて聞きました！」今村 優香（青山学院大学女子バレー部）（2015年12月3日）
- 「For the team.」青山学院大学女子バレーボール部2017（2017年6月30日）

### DAZN
- 『Talk ZONE』（2020年4月8日〜）[17]

### ラジオ
ラジオ関西
- いいな117ヴィクトリーナ、インタビュー（2019年11月04日）

 その他 
- 海上保安庁 PRポスター「海の事故をゼロに」[18][19]